# Роберт Саболич
Роберт Саболич (словен. Robert Sabolič; рођен 18. септембра 1988. у Јесеницама, СР Словенија) професионални је словеначки хокејаш на леду који игра као нападач на позицији десног крила. 
Играчку каријеру Саболич је започео у омладинском погону клуба Акрони Јесенице у сезони 2006/07. Са сениорску екипу Јесеница играо је током две сезоне (2009/10. и 2010/11) и оба пута стизао до титуле државног првака. У сезони 2011/12. прелази у редове шведског друголигаша Södertälje SK. Након једне сезоне у Шведској прелази у редове словачког Попрада, а затим у јануару 2013. у немачки Инголштат.
За сениорску репрезентацију наступио је на три светска првенства (од чега два пута у елитној дивизији), а био је део националног тима и на Зимским олимпијским играма 2014. у Сочију када је словеначка репрезентација освојила 7. место (одиграо свих 5 утакмица и остварио учинак од две асистенције). 